# ريد نويل
ريد نويل (بالإنجليزية: Red Noel)‏ هو لاعب كرة قدم كندية أمريكي، ولد في 17 سبتمبر 1925 في ماساتشوستس في الولايات المتحدة، وتوفي في 2 يناير 1997 في سان دييغو في الولايات المتحدة.

## وصلات خارجية
- ريد نويل على موقع JustSportsStats.com (الإنجليزية)